# Équipe d'Algérie de football en 2017
Maillots
Actualités
L'Équipe Nationale participe lors de cette année a la Coupe d'Afrique 2017 et aux éliminatoires du Mondial 2018.

## Déroulement de la saison

### Résumé de la saison
Cette année 2017 voit les premières sélections de Malik Asselah, Ramy Bensebaini, Mokhtar Belkhiter, Youcef Atal, Idriss Saadi, Ilias Hassani, Abdelkader Salhi, Adam Ounas, Mohamed Farès, Ayoub Abdellaoui, Chemseddine Nessakh, Chamseddine Rahmani, Houari Ferhani et Islam Arous.

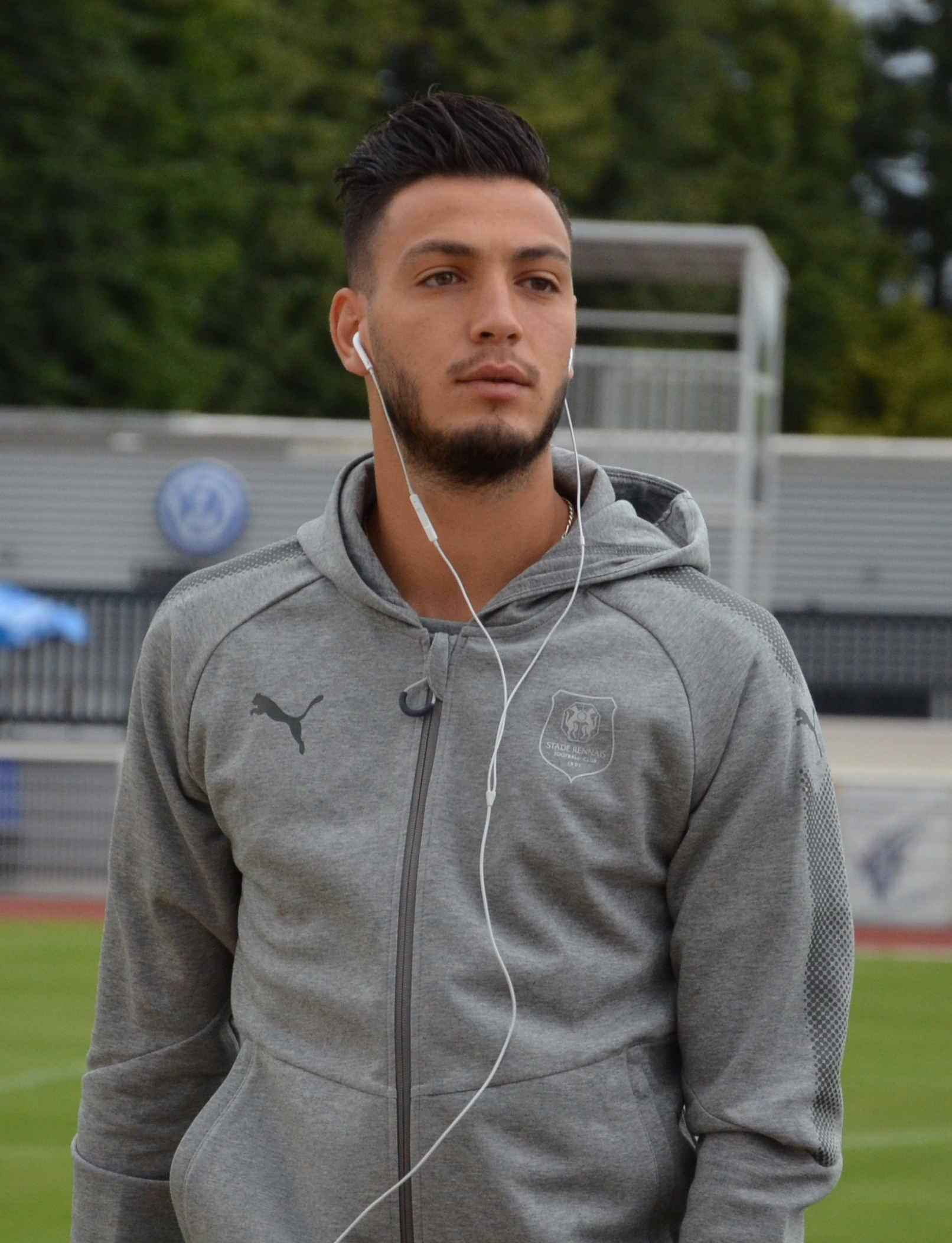
Ramy Bensebaini
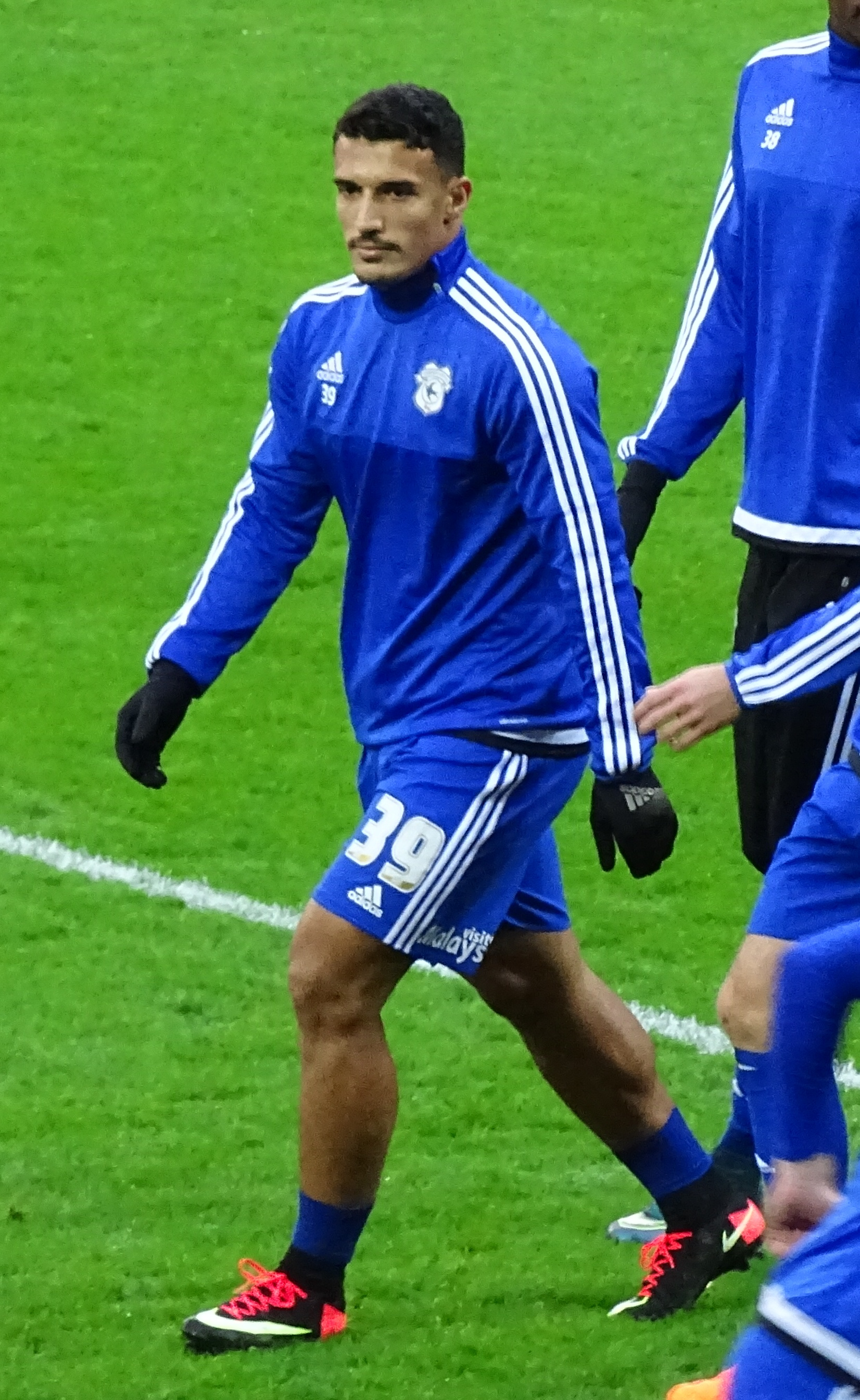
Idriss Saadi
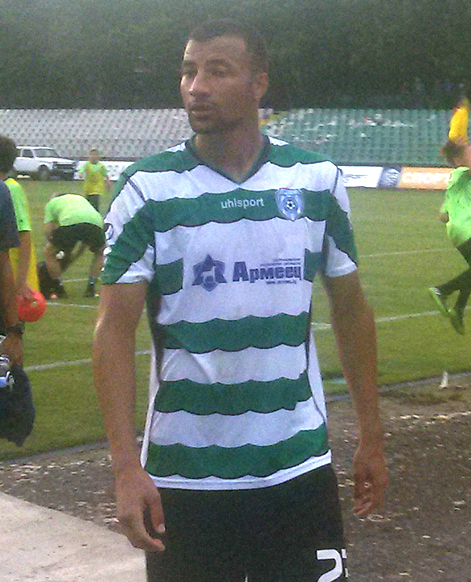
Ilias Hassani
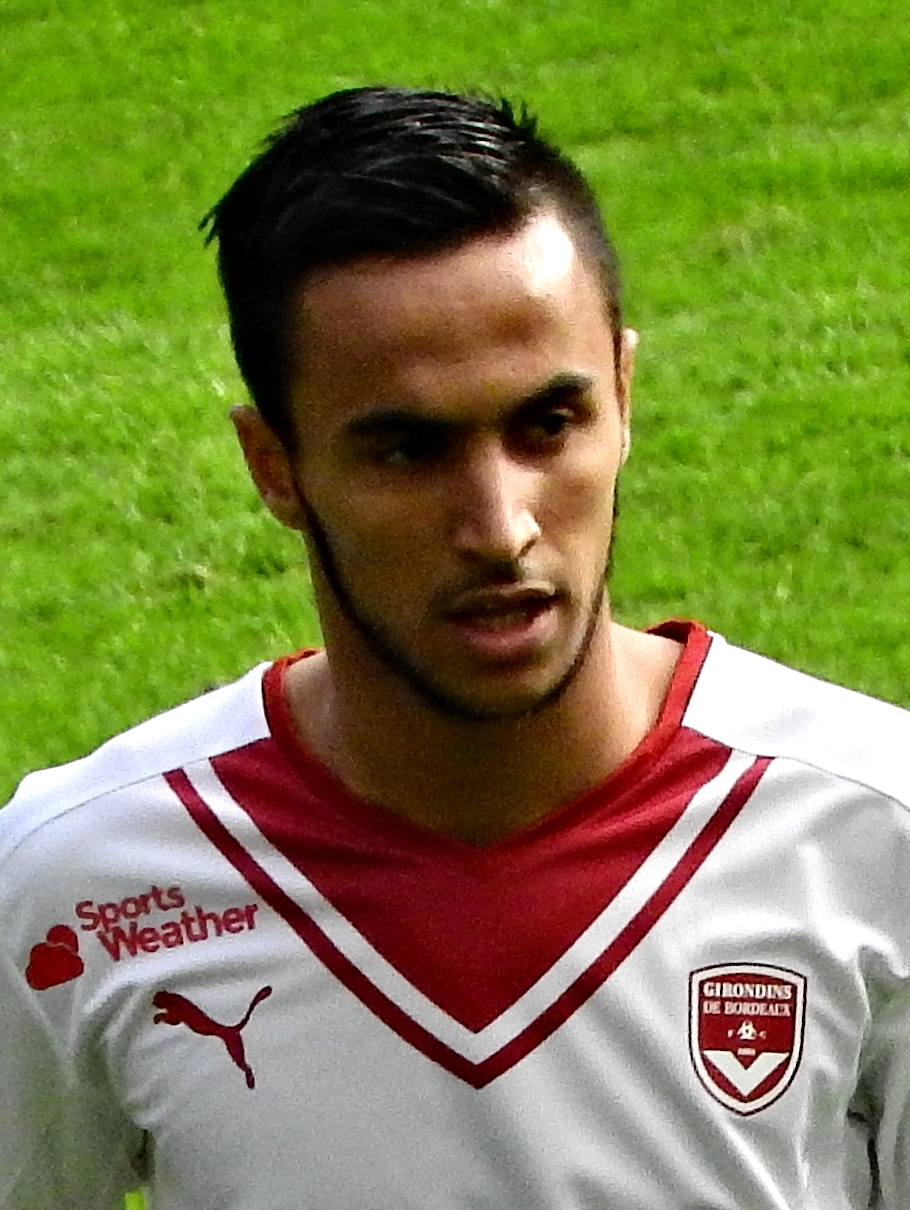
Adam Ounas
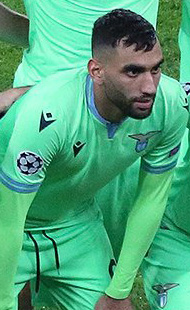
Mohamed Farès

### Classement FIFA 2017
Le tableau ci-dessous présente les coefficients mensuels de l'équipe d'Algérie publiés par la FIFA durant l'année 2017, fr.fifa.com.
| Mois | janv. | fév. | mars | avril | mai | juin | juillet | août | sept. | oct. | nov. | déc. |
| Rang | 39    | 50   | 50   | 54    | 54  | 53   | 48      | 48   | 62    | 67   | 64   | 58   |

### Classement de la CAF
Le tableau ci-dessous présente les coefficients mensuels de l'équipe d'Algérie dans la CAF publiés par la FIFA durant l'année 2017.
| Mois | janv. | fév. | mars | avril | mai | juin | juillet | août | sept. | oct. | nov. | déc. |
| Rang | 5     | 11   | 11   | 11    | 11  | 10   | 8       | 8    | 11    | 13   | 11   | 10   |

### Bilan
| Rang | Équipe  | Pts | J  | G | N | P | Bp | Bc | Diff |
| ---- | ------- | --- | -- | - | - | - | -- | -- | ---- |
| #    | Algérie | 15  | 11 | 4 | 3 | 4 | 16 | 15 | +1   |

## Matchs
| Date             | Stade, Ville, Pays                         | Adversaire   | Score | Compétition | Buteurs algériens :                      | Classement Fifa |
| ---------------- | ------------------------------------------ | ------------ | ----- | ----------- | ---------------------------------------- | --------------- |
| 7 janvier 2017   | Stade Mustapha Tchaker Blida, Algérie      | Mauritanie   | 3 - 1 | A           | Hanni 52e, Bounedjah 73e, Bentaleb 90+2e | 38e             |
| 15 janvier 2017  | Stade de Franceville Franceville, Gabon    | Zimbabwe     | 2 - 2 | CAN 2017    | Mahrez 12e 82e                           | 39e             |
| 19 janvier 2017  | Stade de Franceville Franceville, Gabon    | Tunisie      | 1 - 2 | CAN 2017    | Hanni 90+2e                              | 39e             |
| 23 janvier 2017  | Stade de Franceville Franceville, Gabon    | Sénégal      | 2 - 2 | CAN 2017    | Slimani 10e 52e                          | 39e             |
| 6 juin 2017      | Stade Mustapha Tchaker Blida, Algérie      | Guinée       | 2 - 1 | A           | Hanni 38e, Soudani 79e                   | 53e             |
| 11 juin 2017     | Stade Mustapha Tchaker Blida, Algérie      | Togo         | 1 - 0 | QCAN 2019   | Hanni 24e                                | 53e             |
| 2 septembre 2017 | National Heroes Stadium Lusaka, Zambie     | Zambie       | 3 - 1 | QCDM 2018   | Brahimi 53e                              | 48e             |
| 5 septembre 2017 | Stade Chahid-Hamlaoui Constantine, Algérie | Zambie       | 0 - 1 | QCDM 2018   |                                          | 48e             |
| 7 octobre 2017   | Stade Ahmadou-Ahidjo Yaoundé, Cameroun     | Cameroun     | 2 - 0 | QCDM 2018   |                                          | 62e             |
| 10 novembre 2017 | Stade Chahid-Hamlaoui Constantine, Algérie | Nigeria      | 1 - 1 | QCDM 2018   | Brahimi 88e (pen.)                       | 67e             |
| 14 novembre 2017 | Stade du 5-Juillet-1962 Alger, Algérie     | Centrafrique | 3 - 0 | A           | Brahimi 39e 71e, Slimani 85e             | 67e             |

Légende: A : Match amical / CAN 2017 : Coupe d'Afrique des nations de football 2017 / QCDM 2018 : Éliminatoires de la Coupe du monde de football 2018 / QCAN 2019 : Qualifications à la Coupe d'Afrique des nations de football 2019

## Matchs de préparation
| Titulaires : |  |
| |  |
| 16 • Malik Asselah · 3 • Faouzi Ghoulam 82e · 20 • Mokhtar Belkhiter · 2 • Aïssa Mandi · 5 • Hichem Belkaroui 18e 46e · 19 • Mehdi Abeid 72e · 10 • Nabil Bentaleb · 8 • Saphir Taïder · 9 • Sofiane Hanni · 18 • Rachid Ghezzal 90e · 14 • Baghdad Bounedjah 59e · |  |
| Remplaçants : |  |
| 21 • Ramy Bensebaini 46e · 17 • Adlène Guedioura 72e · 6 • Djamel Mesbah 82e · 22 • Mohamed Rabie Meftah 90e · |  |
| Entraîneur : |  |
| Georges Leekens |  |

| Titulaires : |  |
| |  |
| 1 • Souleymane Diallo · 5 • Diadié Diarra · 2 • Moustapha Diaw · 3 • Aly Abeid · 15 • Bakay Ndiaye 69e · 18 • Moctar Sidi El Hacen 84e · 14 • Mohamed Dellahi Yali · 7 • Ismaël Diakité · 17 • Taghiyoulla Denna 76e · 12 • Mamadou Niass · 24 • Mouhamed Soueid 57e · |  |
| Remplaçants : |  |
| 9 • Mohamed Soudani 76e · 23 • Abdoulaye Sileye Gaye 57e · 10 • Boubacar Bagili 84e · |  |
| Entraîneur : |  |
| Corentin Martins |  |

| Titulaires : |  |
| |  |
| 16 • Malik Asselah · 3 • Faouzi Ghoulam 82e · 20 • Mokhtar Belkhiter · 2 • Aïssa Mandi · 5 • Hichem Belkaroui 18e 46e · 19 • Mehdi Abeid 72e · 10 • Nabil Bentaleb · 8 • Saphir Taïder · 9 • Sofiane Hanni · 18 • Rachid Ghezzal 90e · 14 • Baghdad Bounedjah 59e · |  |
| Remplaçants : |  |
| 21 • Ramy Bensebaini 46e · 17 • Adlène Guedioura 72e · 6 • Djamel Mesbah 82e · 22 • Mohamed Rabie Meftah 90e · |  |
| Entraîneur : |  |
| Georges Leekens |  |

| Titulaires : |  |
| |  |
| 1 • Souleymane Diallo · 5 • Diadié Diarra · 2 • Moustapha Diaw · 3 • Aly Abeid · 15 • Bakay Ndiaye 69e · 18 • Moctar Sidi El Hacen 84e · 14 • Mohamed Dellahi Yali · 7 • Ismaël Diakité · 17 • Taghiyoulla Denna 76e · 12 • Mamadou Niass · 24 • Mouhamed Soueid 57e · |  |
| Remplaçants : |  |
| 9 • Mohamed Soudani 76e · 23 • Abdoulaye Sileye Gaye 57e · 10 • Boubacar Bagili 84e · |  |
| Entraîneur : |  |
| Corentin Martins |  |

| Titulaires : |  |
| |  |
| 23 • Raïs M'Bolhi · 2 • Aïssa Mandi 60e · 3 • Faouzi Ghoulam · 21 • Ramy Bensebaini · 4 • Youcef Atal · 7 • Riyad Mahrez 72e · 14 • Nabil Bentaleb 42e 50e · 17 • Adlène Guedioura · 6 • Sofiane Hanni 72e · 11 • Yacine Brahimi 72e · 13 • Islam Slimani 80e · |  |
| Remplaçants : |  |
| 8 • Saphir Taider 50e · 12 • Carl Medjani 60e · 10 • Sofiane Feghouli 72e · 9 • Ryad Boudebouz 72e · 15 • El Arbi Hillel Soudani 72e · 19 • Idriss Saadi 80e ·                                                                                                  |  |
| Entraîneur : |  |
| Lucas Alcaraz |  |

| Titulaires : |  |
| |  |
| 16 • Boubacar Camara · 3 • Issiaga Sylla 71e · 0 • Fodé Camara 81e · 0 • Alsény Bangoura · 10 • François Kamano 72e · 15 • Ibrahima Traoré 56e · 8 • Naby Keïta 56e · 12 • Alkhali Bangoura · 4 • Florentin Pogba · 18 • Seydouba Soumah 42e 72e · 9 • Sadio Diallo 81e · |  |
| Remplaçants : |  |
| 7 • Guy-Michel Landel 56e · 20 • Demba Camara 56e · 0 • Simon Feindouno 72e · 0 • Ibrahima Sankhon 72e · 13 • Mathias Pogba 81e · 0 • Sékou Condé 81e · |  |
| Entraîneur : |  |
| Mohamed Kanfory Bangoura |  |

| Titulaires : |  |
| |  |
| 23 • Raïs M'Bolhi · 2 • Aïssa Mandi 60e · 3 • Faouzi Ghoulam · 21 • Ramy Bensebaini · 4 • Youcef Atal · 7 • Riyad Mahrez 72e · 14 • Nabil Bentaleb 42e 50e · 17 • Adlène Guedioura · 6 • Sofiane Hanni 72e · 11 • Yacine Brahimi 72e · 13 • Islam Slimani 80e · |  |
| Remplaçants : |  |
| 8 • Saphir Taider 50e · 12 • Carl Medjani 60e · 10 • Sofiane Feghouli 72e · 9 • Ryad Boudebouz 72e · 15 • El Arbi Hillel Soudani 72e · 19 • Idriss Saadi 80e ·                                                                                                  |  |
| Entraîneur : |  |
| Lucas Alcaraz |  |

| Titulaires : |  |
| |  |
| 16 • Boubacar Camara · 3 • Issiaga Sylla 71e · 0 • Fodé Camara 81e · 0 • Alsény Bangoura · 10 • François Kamano 72e · 15 • Ibrahima Traoré 56e · 8 • Naby Keïta 56e · 12 • Alkhali Bangoura · 4 • Florentin Pogba · 18 • Seydouba Soumah 42e 72e · 9 • Sadio Diallo 81e · |  |
| Remplaçants : |  |
| 7 • Guy-Michel Landel 56e · 20 • Demba Camara 56e · 0 • Simon Feindouno 72e · 0 • Ibrahima Sankhon 72e · 13 • Mathias Pogba 81e · 0 • Sékou Condé 81e · |  |
| Entraîneur : |  |
| Mohamed Kanfory Bangoura |  |

| Titulaires : |  |
| |  |
| 1 • Abdelkader Salhi 46e · 2 • Aïssa Mandi · 3 • Ayoub Abdellaoui 56e · 12 • Carl Medjani 61e · 17 • Liassine Cadamuro 77e · 7 • Riyad Mahrez · 8 • Zinedine Ferhat · 10 • Abdelmoumene Djabou 56e · 21 • Islam Arous · 11 • Yacine Brahimi 73e · 13 • Islam Slimani · |  |
| Remplaçants : |  |
| 23 • Chamseddine Rahmani 46e · 5 • Houari Ferhani 56e 81e · 6 • Farouk Chafaï 77e · 9 • Sofiane Hanni 56e · 22 • Ismaël Bennacer 61e · 18 • Baghdad Bounedjah 73e · |  |
| Entraîneur : |  |
| Rabah Madjer |  |

| Entraîneur : |
| Raoul Savoy  |

| Titulaires : |  |
| |  |
| 1 • Abdelkader Salhi 46e · 2 • Aïssa Mandi · 3 • Ayoub Abdellaoui 56e · 12 • Carl Medjani 61e · 17 • Liassine Cadamuro 77e · 7 • Riyad Mahrez · 8 • Zinedine Ferhat · 10 • Abdelmoumene Djabou 56e · 21 • Islam Arous · 11 • Yacine Brahimi 73e · 13 • Islam Slimani · |  |
| Remplaçants : |  |
| 23 • Chamseddine Rahmani 46e · 5 • Houari Ferhani 56e 81e · 6 • Farouk Chafaï 77e · 9 • Sofiane Hanni 56e · 22 • Ismaël Bennacer 61e · 18 • Baghdad Bounedjah 73e · |  |
| Entraîneur : |  |
| Rabah Madjer |  |

| Entraîneur : |
| Raoul Savoy  |

## Coupe d'Afrique des nations 2017

### Groupe B
|   | Équipe   | J | G | N | P | Bp | Bc | Diff | Pts |
| - | -------- | - | - | - | - | -- | -- | ---- | --- |
| 1 | Sénégal  | 3 | 2 | 1 | 0 | 6  | 2  | +4   | 7   |
| 2 | Tunisie  | 3 | 2 | 0 | 1 | 6  | 5  | +1   | 6   |
| 3 | Algérie  | 3 | 0 | 2 | 1 | 5  | 6  | -1   | 2   |
| 4 | Zimbabwe | 3 | 0 | 1 | 2 | 4  | 8  | -4   | 1   |

| Titulaires : |  |
| |  |
| 23 • Raïs M'Bolhi · 3 • Faouzi Ghoulam · 20 • Mokhtar Belkhiter 28e 46e · 2 • Aïssa Mandi · 21 • Ramy Bensebaini · 11 • Yacine Brahimi · 10 • Nabil Bentaleb · 17 • Adlène Guedioura · 7 • Riyad Mahrez · 18 • El Arbi Hillel Soudani 78e · 13 • Islam Slimani · |  |
| Remplaçants : |  |
| 22 • Mohamed Rabie Meftah 46e · 18 • Rachid Ghezzal 78e · |  |
| Entraîneur : |  |
| Georges Leekens |  |

| Titulaires : |  |
| |  |
| 16 • Tatenda Mkuruva · 2 • Costa Nhamoinesu · 4 • Hardlife Zvirekwi · 5 • Elisha Muroiwa · 6 • Onismor Bhasera · 20 • Khama Billiat · 14 • Willard Katsande · 10 • Kudakwashe Mahachi · 3 • Danny Phiri · 17 • Knowledge Musona 12e · 9 • Nyasha Mushekwi 78e · |  |
| Remplaçants : |  |
| 7 • Matthew Rusike 12e 38e · 13 • Cuthbert Malajila 78e · |  |
| Entraîneur : |  |
| Callisto Pasuwa |  |

| Titulaires : |  |
| |  |
| 23 • Raïs M'Bolhi · 3 • Faouzi Ghoulam · 20 • Mokhtar Belkhiter 28e 46e · 2 • Aïssa Mandi · 21 • Ramy Bensebaini · 11 • Yacine Brahimi · 10 • Nabil Bentaleb · 17 • Adlène Guedioura · 7 • Riyad Mahrez · 18 • El Arbi Hillel Soudani 78e · 13 • Islam Slimani · |  |
| Remplaçants : |  |
| 22 • Mohamed Rabie Meftah 46e · 18 • Rachid Ghezzal 78e · |  |
| Entraîneur : |  |
| Georges Leekens |  |

| Titulaires : |  |
| |  |
| 16 • Tatenda Mkuruva · 2 • Costa Nhamoinesu · 4 • Hardlife Zvirekwi · 5 • Elisha Muroiwa · 6 • Onismor Bhasera · 20 • Khama Billiat · 14 • Willard Katsande · 10 • Kudakwashe Mahachi · 3 • Danny Phiri · 17 • Knowledge Musona 12e · 9 • Nyasha Mushekwi 78e · |  |
| Remplaçants : |  |
| 7 • Matthew Rusike 12e 38e · 13 • Cuthbert Malajila 78e · |  |
| Entraîneur : |  |
| Callisto Pasuwa |  |

| Titulaires : |  |
| |  |
| 16 • Malik Asselah · 3 • Faouzi Ghoulam 65e · 22 • Mohamed Rabie Meftah 31e · 2 • Aïssa Mandi · 21 • Ramy Bensebaini · 11 • Yacine Brahimi 74e · 10 • Nabil Bentaleb · 17 • Adlène Guedioura 14e 90+3e · 7 • Riyad Mahrez · 18 • Rachid Ghezzal 69e · 13 • Islam Slimani · |  |
| Remplaçants : |  |
| 14 • Baghdad Bounedjah 69e · 9 • Sofiane Hanni 70e · 19 • Mehdi Abeid 90+3e · |  |
| Entraîneur : |  |
| Georges Leekens |  |

| Entraîneur :      |
| Henryk Kasperczak |

| Titulaires : |  |
| |  |
| 16 • Malik Asselah · 3 • Faouzi Ghoulam 65e · 22 • Mohamed Rabie Meftah 31e · 2 • Aïssa Mandi · 21 • Ramy Bensebaini · 11 • Yacine Brahimi 74e · 10 • Nabil Bentaleb · 17 • Adlène Guedioura 14e 90+3e · 7 • Riyad Mahrez · 18 • Rachid Ghezzal 69e · 13 • Islam Slimani · |  |
| Remplaçants : |  |
| 14 • Baghdad Bounedjah 69e · 9 • Sofiane Hanni 70e · 19 • Mehdi Abeid 90+3e · |  |
| Entraîneur : |  |
| Georges Leekens |  |

| Entraîneur :      |
| Henryk Kasperczak |

| Entraîneur : |
| Aliou Cissé  |

| Titulaires : |  |
| |  |
| 16 • Malik Asselah · 3 • Faouzi Ghoulam 39e · 22 • Mohamed Rabie Meftah · 2 • Aïssa Mandi · 4 • Liassine Cadamuro 58e · 11 • Yacine Brahimi 44e · 10 • Nabil Bentaleb 39e · 17 • Adlène Guedioura · 7 • Riyad Mahrez · 9 • Sofiane Hanni 83e · 13 • Islam Slimani 80e · |  |
| Remplaçants : |  |
| 18 • Rachid Ghezzal 83e · 14 • Baghdad Bounedjah 80e · |  |
| Entraîneur : |  |
| Georges Leekens |  |

| Entraîneur : |
| Aliou Cissé  |

| Titulaires : |  |
| |  |
| 16 • Malik Asselah · 3 • Faouzi Ghoulam 39e · 22 • Mohamed Rabie Meftah · 2 • Aïssa Mandi · 4 • Liassine Cadamuro 58e · 11 • Yacine Brahimi 44e · 10 • Nabil Bentaleb 39e · 17 • Adlène Guedioura · 7 • Riyad Mahrez · 9 • Sofiane Hanni 83e · 13 • Islam Slimani 80e · |  |
| Remplaçants : |  |
| 18 • Rachid Ghezzal 83e · 14 • Baghdad Bounedjah 80e · |  |
| Entraîneur : |  |
| Georges Leekens |  |

## Qualifications à la Coupe d'Afrique 2019

### Groupe D
| Rang | Équipe  | Pts | J | G | N | P | Bp | Bc | Diff |  | Résultats (▼ dom., ► ext.) |   |   |     |     |
| ---- | ------- | --- | - | - | - | - | -- | -- | ---- |  | -------------------------- | - | - | --- | --- |
| 1    | Algérie | 3   | 1 | 1 | 0 | 0 | 1  | 0  | +1   |  | Algérie                    |   | - | 1-0 | -   |
| 2    | Bénin   | 3   | 1 | 1 | 0 | 0 | 1  | 0  | +1   |  | Bénin                      | - |   | -   | 1-0 |
| 3    | Togo    | 0   | 1 | 0 | 0 | 1 | 0  | 1  | -1   |  | Togo                       | - |   | -   |     |
| 4    | Gambie  | 0   | 1 | 0 | 0 | 1 | 0  | 1  | -1   |  | Gambie                     | - | - | -   |     |

| Titulaires : |  |
| |  |
| 23 • Raïs M'Bolhi · 2 • Aïssa Mandi · 3 • Faouzi Ghoulam · 21 • Ramy Bensebaini · 4 • Youcef Atal 46e · 7 • Riyad Mahrez · 14 • Nabil Bentaleb · 17 • Adlène Guedioura · 6 • Sofiane Hanni · 11 • Yacine Brahimi 68e · 13 • Islam Slimani · |  |
| Remplaçants : |  |
| 12 • Carl Medjani 80e · 10 • Sofiane Feghouli 46e 49e 80e · 15 • El Arbi Hillel Soudani 68e · |  |
| Entraîneur : |  |
| Lucas Alcaraz |  |

| Titulaires : |  |
| |  |
| 23 • Bassa-Djeri Sabirou · 6 • Simon Gbegnon · 11 • Maklibè Kouloum · 21 • Djené Dakonam · 5 • Hakim Ouro-Sama 41e · 22 • Ihlas Bebou · 2 • Franco Atchou 30e 79e · 18 • Atakora Lalawelé · 17 • Peniel Mlapa 58e · 19 • Kodjo Fo-Doh Laba · 4 • Emmanuel Adebayor · |  |
| Remplaçants : |  |
| 8 • Komlan Agbégniadan 58e · 9 • Elom Kodjo Nya-Vedji 79e · |  |
| Entraîneur : |  |
| Claude Le Roy |  |

| Titulaires : |  |
| |  |
| 23 • Raïs M'Bolhi · 2 • Aïssa Mandi · 3 • Faouzi Ghoulam · 21 • Ramy Bensebaini · 4 • Youcef Atal 46e · 7 • Riyad Mahrez · 14 • Nabil Bentaleb · 17 • Adlène Guedioura · 6 • Sofiane Hanni · 11 • Yacine Brahimi 68e · 13 • Islam Slimani · |  |
| Remplaçants : |  |
| 12 • Carl Medjani 80e · 10 • Sofiane Feghouli 46e 49e 80e · 15 • El Arbi Hillel Soudani 68e · |  |
| Entraîneur : |  |
| Lucas Alcaraz |  |

| Titulaires : |  |
| |  |
| 23 • Bassa-Djeri Sabirou · 6 • Simon Gbegnon · 11 • Maklibè Kouloum · 21 • Djené Dakonam · 5 • Hakim Ouro-Sama 41e · 22 • Ihlas Bebou · 2 • Franco Atchou 30e 79e · 18 • Atakora Lalawelé · 17 • Peniel Mlapa 58e · 19 • Kodjo Fo-Doh Laba · 4 • Emmanuel Adebayor · |  |
| Remplaçants : |  |
| 8 • Komlan Agbégniadan 58e · 9 • Elom Kodjo Nya-Vedji 79e · |  |
| Entraîneur : |  |
| Claude Le Roy |  |

## Qualifications pour la Coupe du monde 2018

### Groupe B
| Rang | Équipe   | Pts | J | G | N | P | Bp | Bc | Diff |  | Résultats (▼ dom., ► ext.) |     |     |     |     |
| ---- | -------- | --- | - | - | - | - | -- | -- | ---- |  | -------------------------- | --- | --- | --- | --- |
| 1    | Nigeria  | 13  | 6 | 4 | 1 | 1 | 11 | 6  | +5   |  | Nigeria                    |     | 1-0 | 4-0 | 3-1 |
| 2    | Zambie   | 8   | 6 | 2 | 2 | 2 | 8  | 7  | +1   |  | Zambie                     | 1-2 |     | 2-2 | 3-1 |
| 3    | Cameroun | 7   | 6 | 1 | 4 | 1 | 7  | 9  | -2   |  | Cameroun                   | 1-1 | 1-1 |     | 2-0 |
| 4    | Algérie  | 4   | 6 | 1 | 1 | 4 | 6  | 10 | -4   |  | Algérie                    | 3-0 | 0-1 | 1-1 |     |

| Entraîneur :    |
| Wedson Nyirenda |

| Titulaires : |  |
| |  |
| 23 • Raïs M'Bolhi 71e · 2 • Aïssa Mandi · 3 • Faouzi Ghoulam · 21 • Ramy Bensebaini 70e 81e · 5 • Ilias Hassani 38e 46e · 8 • Saphir Taider · 14 • Nabil Bentaleb · 15 • El Arbi Hillel Soudani 58e · 6 • Sofiane Hanni · 11 • Yacine Brahimi · 13 • Islam Slimani · |  |
| Remplaçants : |  |
| 4 • Youcef Atal 46e 51e · 18 • Rachid Ghezzal 58e · 19 • Idriss Saadi 81e · |  |
| Entraîneur : |  |
| Lucas Alcaraz |  |

| Entraîneur :    |
| Wedson Nyirenda |

| Titulaires : |  |
| |  |
| 23 • Raïs M'Bolhi 71e · 2 • Aïssa Mandi · 3 • Faouzi Ghoulam · 21 • Ramy Bensebaini 70e 81e · 5 • Ilias Hassani 38e 46e · 8 • Saphir Taider · 14 • Nabil Bentaleb · 15 • El Arbi Hillel Soudani 58e · 6 • Sofiane Hanni · 11 • Yacine Brahimi · 13 • Islam Slimani · |  |
| Remplaçants : |  |
| 4 • Youcef Atal 46e 51e · 18 • Rachid Ghezzal 58e · 19 • Idriss Saadi 81e · |  |
| Entraîneur : |  |
| Lucas Alcaraz |  |

| Titulaires : |  |
| |  |
| 23 • Raïs M'Bolhi 24e · 2 • Aïssa Mandi · 3 • Faouzi Ghoulam · 21 • Ramy Bensebaini · 4 • Youcef Atal 50e · 8 • Saphir Taider · 14 • Nabil Bentaleb · 15 • El Arbi Hillel Soudani · 7 • Riyad Mahrez · 11 • Yacine Brahimi 73e · 14 • Raouf Benguit · |  |
| Remplaçants : |  |
| 1 • Abdelkader Salhi 24e · 22 • Adam Ounas 50e · 15 • Islam Slimani 73e · |  |
| Entraîneur : |  |
| Lucas Alcaraz |  |

| Entraîneur :    |
| Wedson Nyirenda |

| Titulaires : |  |
| |  |
| 23 • Raïs M'Bolhi 24e · 2 • Aïssa Mandi · 3 • Faouzi Ghoulam · 21 • Ramy Bensebaini · 4 • Youcef Atal 50e · 8 • Saphir Taider · 14 • Nabil Bentaleb · 15 • El Arbi Hillel Soudani · 7 • Riyad Mahrez · 11 • Yacine Brahimi 73e · 14 • Raouf Benguit · |  |
| Remplaçants : |  |
| 1 • Abdelkader Salhi 24e · 22 • Adam Ounas 50e · 15 • Islam Slimani 73e · |  |
| Entraîneur : |  |
| Lucas Alcaraz |  |

| Entraîneur :    |
| Wedson Nyirenda |

| Titulaires : |  |
| |  |
| 1 • Fabrice Ondoa · 3 • André Zambo Anguissa · 4 • Adolphe Teikeu · 5 • Michael Ngadeu-Ngadjui · 7 • Clinton Njie 87e · 10 • Vincent Aboubakar 89e · 13 • Christian Bassogog 72e · 15 • Sébastien Siani · 18 • Fabrice Olinga 82e · 19 • Collins Fai 52e · 22 • Serge Tchaha · |  |
| Remplaçants : |  |
| 11 • Moumi Ngamaleu 82e · 14 • Georges Mandjeck 72e · 20 • Franck Pangop 87e · |  |
| Entraîneur : |  |
| Hugo Broos |  |

| Titulaires : |  |
| |  |
| 23 • Raïs M'Bolhi · 2 • Aïssa Mandi · 3 • Liassine Cadamuro 36e · 21 • Ramy Bensebaini · 12 • Mohamed Farès · 14 • Raouf Benguit · 10 • Sofiane Feghouli 75e · 8 • Saphir Taider 60e · 9 • Sofiane Hanni 71e · 15 • El Arbi Hillel Soudani · 19 • Ishak Belfodil · |  |
| Remplaçants : |  |
| 7 • Zinedine Ferhat 71e · 11 • Ismaël Bennacer 60e · 18 • Rachid Ghezzal 75e · |  |
| Entraîneur : |  |
| Lucas Alcaraz |  |

| Titulaires : |  |
| |  |
| 1 • Fabrice Ondoa · 3 • André Zambo Anguissa · 4 • Adolphe Teikeu · 5 • Michael Ngadeu-Ngadjui · 7 • Clinton Njie 87e · 10 • Vincent Aboubakar 89e · 13 • Christian Bassogog 72e · 15 • Sébastien Siani · 18 • Fabrice Olinga 82e · 19 • Collins Fai 52e · 22 • Serge Tchaha · |  |
| Remplaçants : |  |
| 11 • Moumi Ngamaleu 82e · 14 • Georges Mandjeck 72e · 20 • Franck Pangop 87e · |  |
| Entraîneur : |  |
| Hugo Broos |  |

| Titulaires : |  |
| |  |
| 23 • Raïs M'Bolhi · 2 • Aïssa Mandi · 3 • Liassine Cadamuro 36e · 21 • Ramy Bensebaini · 12 • Mohamed Farès · 14 • Raouf Benguit · 10 • Sofiane Feghouli 75e · 8 • Saphir Taider 60e · 9 • Sofiane Hanni 71e · 15 • El Arbi Hillel Soudani · 19 • Ishak Belfodil · |  |
| Remplaçants : |  |
| 7 • Zinedine Ferhat 71e · 11 • Ismaël Bennacer 60e · 18 • Rachid Ghezzal 75e · |  |
| Entraîneur : |  |
| Lucas Alcaraz |  |

| Titulaires : |  |
| |  |
| 16 • Faouzi Chaouchi · 2 • Aïssa Mandi · 6 • Farouk Chafaï · 7 • Riyad Mahrez 64e · 8 • Zinedine Ferhat · 11 • Yacine Brahimi 78e · 12 • Carl Medjani · 13 • Islam Slimani 56e · 15 • Chemseddine Nessakh 30e · 17 • Liassine Cadamuro · 22 • Ismaël Bennacer 76e · |  |
| Remplaçants : |  |
| 3 • Ayoub Abdellaoui 30e · 9 • Sofiane Hanni 64e · 18 • Baghdad Bounedjah 76e 88e · |  |
| Entraîneur : |  |
| Rabah Madjer |  |

| Titulaires : |  |
| |  |
| 16 • Ikechukwu Ezenwa · 2 • Ola Aina · 5 • William Troost-Ekong · 6 • Leon Balogun · 8 • Oghenekaro Etebo 83e · 12 • Shehu Abdullahi · 13 • Wilfred Ndidi · 14 • Kelechi Iheanacho · 18 • Alex Iwobi 80e · 19 • John Ogu 41e · 22 • Anthony Nwakaeme 70e · |  |
| Remplaçants : |  |
| 7 • Ahmed Musa 80e · 11 • Henry Onyekuru 70e · |  |
| Entraîneur : |  |
| Gernot Rohr |  |

| Titulaires : |  |
| |  |
| 16 • Faouzi Chaouchi · 2 • Aïssa Mandi · 6 • Farouk Chafaï · 7 • Riyad Mahrez 64e · 8 • Zinedine Ferhat · 11 • Yacine Brahimi 78e · 12 • Carl Medjani · 13 • Islam Slimani 56e · 15 • Chemseddine Nessakh 30e · 17 • Liassine Cadamuro · 22 • Ismaël Bennacer 76e · |  |
| Remplaçants : |  |
| 3 • Ayoub Abdellaoui 30e · 9 • Sofiane Hanni 64e · 18 • Baghdad Bounedjah 76e 88e · |  |
| Entraîneur : |  |
| Rabah Madjer |  |

| Titulaires : |  |
| |  |
| 16 • Ikechukwu Ezenwa · 2 • Ola Aina · 5 • William Troost-Ekong · 6 • Leon Balogun · 8 • Oghenekaro Etebo 83e · 12 • Shehu Abdullahi · 13 • Wilfred Ndidi · 14 • Kelechi Iheanacho · 18 • Alex Iwobi 80e · 19 • John Ogu 41e · 22 • Anthony Nwakaeme 70e · |  |
| Remplaçants : |  |
| 7 • Ahmed Musa 80e · 11 • Henry Onyekuru 70e · |  |
| Entraîneur : |  |
| Gernot Rohr |  |

## Statistiques

### Temps de jeu des joueurs
| Joueurs                |                 |                 |                 |                 |                 |                 |                 |                 |                 |                 |                 |                 |                 |                 |                 |                 |                 |                 |
| Gardiens de but        | Gardiens de but | Gardiens de but | Gardiens de but | Gardiens de but | Gardiens de but | Gardiens de but | Gardiens de but | Gardiens de but | Gardiens de but | Gardiens de but | Gardiens de but | Gardiens de but | Gardiens de but | Gardiens de but | Gardiens de but | Gardiens de but | Gardiens de but | Gardiens de but |
| ---------------------- | --------------- | --------------- | --------------- | --------------- | --------------- | --------------- | --------------- | --------------- | --------------- | --------------- | --------------- | --------------- | --------------- | --------------- | --------------- | --------------- | --------------- | --------------- |
| Raïs M'Bolhi           |                 | 90              | Joueur blessé   | Joueur blessé   | 90              | 90              | 90              | 24              | 90              |                 |                 |                 |                 |                 |                 |                 |                 |                 |
| Malik Asselah          | 90              |                 | 90              | 90              |                 |                 |                 |                 |                 |                 |                 |                 |                 |                 |                 |                 |                 |                 |
| Abdelkader Salhi       |                 |                 |                 |                 |                 |                 |                 | 66              |                 |                 | 46              |                 |                 |                 |                 |                 |                 |                 |
| Faouzi Chaouchi        |                 |                 |                 |                 |                 |                 |                 |                 |                 | 90              |                 |                 |                 |                 |                 |                 |                 |                 |
| Chamseddine Rahmani    |                 |                 |                 |                 |                 |                 |                 |                 |                 |                 | 44              |                 |                 |                 |                 |                 |                 |                 |
| Défenseurs             |                 |                 |                 |                 |                 |                 |                 |                 |                 |                 |                 |                 |                 |                 |                 |                 |                 |                 |
| Aïssa Mandi            | 90              | 90              | 90              | 90              | 60              | 90              | 90              | 90              | 90              | 90              | 90              |                 |                 |                 |                 |                 |                 |                 |
| Faouzi Ghoulam         | 82              | 90              | 90              | 90              | 90              | 90              | 90              | 90              | Joueur blessé   | Joueur blessé   | Joueur blessé   |                 |                 |                 |                 |                 |                 |                 |
| Hichem Belkaroui       | 46              |                 |                 |                 |                 |                 |                 |                 |                 |                 |                 |                 |                 |                 |                 |                 |                 |                 |
| Liassine Cadamuro      |                 |                 |                 | 90              |                 |                 |                 |                 | 90              | 90              | 77              |                 |                 |                 |                 |                 |                 |                 |
| Mohamed Farès          |                 |                 |                 |                 |                 |                 |                 |                 | 90              |                 |                 |                 |                 |                 |                 |                 |                 |                 |
| Mohamed Rabie Meftah   | 0               | 44              | 90              | 90              |                 |                 |                 |                 |                 |                 |                 |                 |                 |                 |                 |                 |                 |                 |
| Youcef Atal            |                 |                 |                 |                 | 90              | 46              | 44              | 50              |                 | Joueur blessé   | Joueur blessé   |                 |                 |                 |                 |                 |                 |                 |
| Carl Medjani           |                 |                 |                 |                 | 30              | 10              |                 |                 |                 | 90              | 61              |                 |                 |                 |                 |                 |                 |                 |
| Ramy Bensebaini        | 44              | 90              | 90              | Joueur blessé   | 90              | 90              | 81              | 90              | 90              | Joueur blessé   | Joueur blessé   |                 |                 |                 |                 |                 |                 |                 |
| Ilias Hassani          |                 |                 |                 |                 |                 |                 | 46              |                 |                 |                 |                 |                 |                 |                 |                 |                 |                 |                 |
| Djamel Mesbah          | 8               |                 |                 |                 |                 |                 |                 |                 |                 |                 |                 |                 |                 |                 |                 |                 |                 |                 |
| Mokhtar Belkhiter      | 90              | 46              |                 |                 |                 |                 |                 |                 |                 |                 |                 |                 |                 |                 |                 |                 |                 |                 |
| Farouk Chafaï          |                 |                 |                 |                 |                 |                 |                 |                 |                 | 90              | 13              |                 |                 |                 |                 |                 |                 |                 |
| Ayoub Abdellaoui       |                 |                 |                 |                 |                 |                 |                 |                 |                 | 60              | 56              |                 |                 |                 |                 |                 |                 |                 |
| Houari Ferhani         |                 |                 |                 |                 |                 |                 |                 |                 |                 |                 | 34              |                 |                 |                 |                 |                 |                 |                 |
| Islam Arous            |                 |                 |                 |                 |                 |                 |                 |                 |                 |                 | 90              |                 |                 |                 |                 |                 |                 |                 |
| Chemseddine Nessakh    |                 |                 |                 |                 |                 |                 |                 |                 |                 | 30              |                 |                 |                 |                 |                 |                 |                 |                 |
| Milieux de terrain     |                 |                 |                 |                 |                 |                 |                 |                 |                 |                 |                 |                 |                 |                 |                 |                 |                 |                 |
| Saphir Taïder          | 90              | Joueur blessé   | Joueur blessé   | Joueur blessé   | 40              |                 | 90              | 90              | 60              |                 |                 |                 |                 |                 |                 |                 |                 |                 |
| Riyad Mahrez           |                 | 90              | 90              | 90              | 72              | 90              |                 | 90              |                 | 64              | 90              |                 |                 |                 |                 |                 |                 |                 |
| Yacine Brahimi         |                 | 90              | 74              | 90              | 72              | 68              | 90              | 73              | Joueur blessé   | 90              | 73              |                 |                 |                 |                 |                 |                 |                 |
| Rachid Ghezzal         | 90              | 12              | 69              | 7               |                 |                 | 32              |                 | 15              |                 |                 |                 |                 |                 |                 |                 |                 |                 |
| Adlène Guedioura       | 18              | 90              | 90              | 90              | 90              | 90              |                 |                 |                 |                 |                 |                 |                 |                 |                 |                 |                 |                 |
| Sofiane Hanni          | 90              |                 | 16              | 83              | 72              | 90              | 90              |                 | 71              | 26              | 34              |                 |                 |                 |                 |                 |                 |                 |
| Nabil Bentaleb         | 90              | 90              | 90              | 90              | 50              | 90              | 90              | 90              |                 | Joueur blessé   | Joueur blessé   |                 |                 |                 |                 |                 |                 |                 |
| Mehdi Abeid            | 72              |                 | 0               |                 |                 |                 | Joueur blessé   | Joueur blessé   |                 |                 |                 |                 |                 |                 |                 |                 |                 |                 |
| Ryad Boudebouz         |                 |                 |                 |                 | 18              |                 | Joueur blessé   | Joueur blessé   |                 |                 |                 |                 |                 |                 |                 |                 |                 |                 |
| Sofiane Feghouli       |                 |                 |                 |                 | 18              | 34              | Joueur blessé   | Joueur blessé   | 75              |                 |                 |                 |                 |                 |                 |                 |                 |                 |
| Adam Ounas             |                 |                 |                 |                 |                 |                 | Joueur blessé   | 40              |                 |                 |                 |                 |                 |                 |                 |                 |                 |                 |
| Zinedine Ferhat        |                 |                 |                 |                 |                 |                 |                 |                 | 19              | 90              | 90              |                 |                 |                 |                 |                 |                 |                 |
| Abdelmoumene Djabou    |                 |                 |                 |                 |                 |                 |                 |                 |                 |                 | 56              |                 |                 |                 |                 |                 |                 |                 |
| Ismaël Bennacer        |                 |                 |                 |                 |                 |                 |                 |                 | 30              | 76              | 29              |                 |                 |                 |                 |                 |                 |                 |
| Attaquants             |                 |                 |                 |                 |                 |                 |                 |                 |                 |                 |                 |                 |                 |                 |                 |                 |                 |                 |
| Islam Slimani          |                 | 90              | 90              | 80              | 80              | 90              | 90              | 17              |                 | 90              | 90              |                 |                 |                 |                 |                 |                 |                 |
| El Arbi Hillel Soudani |                 | 78              |                 |                 | 18              | 22              | 58              | 90              | 90              | Joueur blessé   | Joueur blessé   |                 |                 |                 |                 |                 |                 |                 |
| Idriss Saadi           |                 |                 |                 |                 | 10              |                 | 9               |                 |                 |                 |                 |                 |                 |                 |                 |                 |                 |                 |
| Baghdad Bounedjah      | 90              |                 | 21              | 10              |                 |                 |                 |                 |                 | 14              | 17              |                 |                 |                 |                 |                 |                 |                 |
| Ishak Belfodil         |                 |                 |                 |                 |                 |                 |                 |                 | 90              |                 |                 |                 |                 |                 |                 |                 |                 |                 |

- Les nombres présents dans chaque case de la matrice représentent le nombre de minutes jouées par le joueur lors de ce match (0 signifie que le joueur est entré pendant le temps additionnel).

### Buteurs
4 buts     
- Sofiane Hanni ( Mauritanie)  ( Tunisie)  ( Guinée)  ( Togo)
- Yacine Brahimi ( Zambie)  ( Nigeria)  ( Centrafrique x 2)

2 buts   
- Riyad Mahrez ( Zimbabwe x 2)
- Islam Slimani ( Sénégal x 2)

1 but  
- Baghdad Bounedjah ( Mauritanie)
- Nabil Bentaleb ( Mauritanie)
- El Arbi Hillel Soudani ( Guinée)
- Islam Slimani ( Centrafrique)

### Passeurs décisifs
2 passes 
- Saphir Taïder
  -  Mauritanie: à Sofiane Hanni 
  -  Mauritanie: à Baghdad Bounedjah
- Islam Slimani
  -  Zimbabwe : à Riyad Mahrez
  -  Togo : à Sofiane Hanni
- Riyad Mahrez
  -  Sénégal : à Islam Slimani
  -  Centrafrique : à Yacine Brahimi
- Baghdad Bounedjah
  -  Mauritanie : à Nabil Bentaleb
  -  Centrafrique : à Islam Slimani

1 passe 
- Adlène Guedioura
  -  Tunisie : à Sofiane Hanni
- Yacine Brahimi
  -  Guinée : à Sofiane Hanni
- Sofiane Hanni
  -  Sénégal : à Islam Slimani

### Cartons jaunes
2 cartons jaunes  
- Faouzi Ghoulam (65e  Tunisie) (39e  Sénégal)
- Liassine Cadamuro (58e  Sénégal) (36e  Cameroun)
- Yacine Brahimi (44e  Sénégal) (78e  Nigeria)
- Nabil Bentaleb (39e  Sénégal) (42e  Guinée)
- Baghdad Bounedjah (59e  Mauritanie) (88e  Nigeria)

1 carton jaune 
- Raïs M'Bolhi (71e  Zambie)
- Hichem Belkaroui (18e  Mauritanie)
- Mohamed Rabie Meftah (31e  Tunisie)
- Youcef Atal (51e  Zambie)
- Ramy Bensebaini (70e  Zambie)
- Ilias Hassani (38e  Zambie)
- Mokhtar Belkhiter (28e  Zimbabwe)
- Houari Ferhani (81e  Centrafrique)
- Adlène Guedioura (14e  Tunisie)
- Sofiane Feghouli (49e  Togo)
- Islam Slimani (56e  Nigeria)

## Maillot
L'équipe d'Algérie porte en 2017 un maillot confectionné par l'équipementier Adidas.
| Couleurs | Blanc et Vert |           |           |           |           |           |
| Marque   | Adidas        |           |           |           |           |           |
| Domicile | Autre         | Extérieur | Gardien 1 | Gardien 2 | Gardien 3 | Gardien 4 |